# カトリン・ゲーリング＝エッカルト
カトリン・ダグマー・ゲーリング＝エッカルト, 旧姓エッカルト（ドイツ語:  Katrin Göring-Eckardt、1966年5月3日 - ）はドイツの政治家 で同盟90/緑の党に所属している。彼女は2005年以来ドイツ連邦議会副議長であり、2012年11月、2013年ドイツ連邦議会選挙における予備選挙において、党代表候補者の一人になった(党代表候補者は二人で、もう一人はユルゲン・トリッティンである) 。
さらに、2009年以降ドイツ福音主義教会 (EKD)の総会議長と常議員を務めている。
彼女が党の代表候補者に選ばれたため、教会の公職は2013年ドイツ連邦議会選挙終了時まで休職することになった。

## 経歴

### 教育課程と政治参加(1966–1993)
カトリン・エッカルトは1966年5月3日、旧東ドイツDDR 、エアフルト県、 フリードリヒローダでダンス教師の娘として生まれた。
旧東独の拡大上級学校でアビトゥーアに合格後、1984年ライプツィヒ大学で福音主義神学の履修を始めたが、1988年に大学の修業課程を終えることなく退学している。したがって、彼女は神学者ではない。
東独における体制転換期が始まるまで、カトリン・ゲーリング＝エッカルトは党籍を持たずに「連帯する教会サークル」(AKSK)で働いていた。1989年、彼女は東独DDRで設立された政治的市民団体だった民主主義の出発の創立時に党員になったが、1990年に別な政治団体民主主義を今に加入した 。民主主義の出発は東独出身のアンゲラ・メルケルドイツ連邦共和国首相も属していたように保守的傾向があり、この政治団体はその後キリスト教民主同盟 に合流している。カトリン・ゲーリング＝エッカルトが1990年に加入した民主主義を今は左派的スタンスを持っており、多くのメンバーが同盟90/緑の党に合流した。1990年から1993年まで彼女は旧東独地域を活動基盤とする同盟90のテューリンゲン州指導部メンバーになった。

### テューリンゲン州緑の党指導部時代(1993–1998)
1993年の緑の党と同盟90の合同後、カトリン・ゲーリング＝エッカルトは1994年まで同盟90/緑の党のテューリンゲン州議会議員団において女性、家族、子供政策に関する担当として働いた。1998年までテューリンゲン州緑の党指導部の一員であり、1995年から州指導部広報担当に就く。加えて1996年から1998年まで緑の党連邦指導部において役員にも就いていた。

### ドイツ連邦議会議員と副議長(1998–2007)
1998年以降、彼女はドイツ連邦議会議員である。カトリン・ゲーリング＝エッカルトは常にドイツ連邦議会 テューリンゲン州選出議員である。1998年から2002年まで院内総務、および緑の党議員団の保健、年金政策の広報担当に就任。さらに、1998年から2006年まで同盟90/緑の党の党指導部の一員であった。
2002年からテューリンゲン州の二人いる党広報担当者の一人になり、2002年から2005年まで同盟90/緑の党の連邦議会議員団代表をクリスタ・ザーガーと共に担う。2005年、彼女はエアフルト – ワイマール– ワイマール・ラントII選挙区の小選挙区候補者になったが、7,6%しか獲得できずこの小選挙区では落選した。彼女は直接選挙議席を得て連邦議会に入ることは出来ず、党の比例代表のリストによって議員になった。
2005年10月18日、彼女は479票の賛成、69票の反対、39票の棄権でもってドイツ連邦議会副議長に選出された。2005年以降、さらに緑の党議員団の文化政策広報担当である。

### ドイツ福音主義教会総会議長(EKD)、連邦議会副議長再選( 2007年以降)

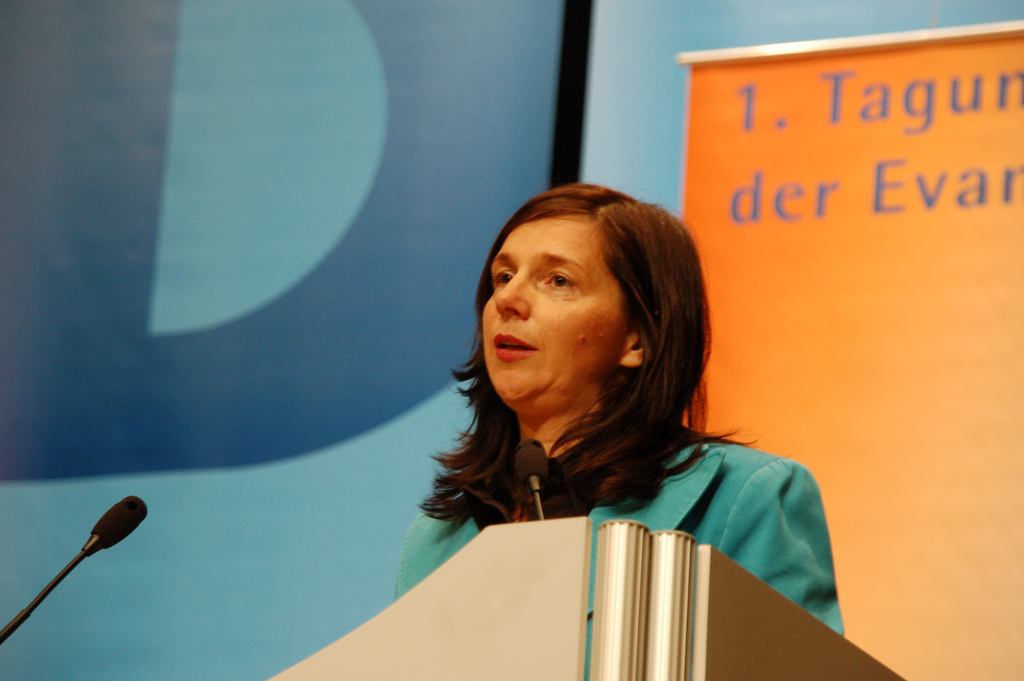
2009年ヴュルツブルクでのドイツ福音主義教会総会におけるカトリン・ゲーリング＝エッカルト

2007年、彼女はドイツ福音主義キルヘンタークの議長団の一員に6年間の任期で選出され、同年、テューリンゲン州緑の党州指導部にも再度選ばれた。同様に、2007年以降、カトリン・ゲーリング＝エッカルトは国際マルティン・ルター財団理事長に就いている。
カトリン・ゲーリング＝エッカルトはドイツ福音主義教会 (EKD)11期総会議員になり、2009年5月2日に総会議長に就任した。ドイツ福音主義教会総会副議長であるバイエルン州前首相ギュンター・ベックシュタインに対して彼女は自身の意向を押し通している。
彼女は総会議長職をドイツ社会民主党 (SPD)に属していたノルトハウゼン市長(1994年から2012年まで市長在職)のバルバラ・リンケから引き継いだ。バルバラ・リンケは2003年から2009年まで総会議長であった。けれども、2013年のドイツ連邦議会選挙終了時までドイツ福音主義教会(EKD)総会議長を休職している。
2009年、彼女はさらに2011年にドレスデンで開催されたドイツ福音主義キルヘンターク大会議長に選出された。
2009年、カトリン・ゲーリング＝エッカルトはゴータ – イルム郡選挙区の小選挙区候補者になったが、5,4%しか得られずこの小選挙区では彼女は落選した。2009年10月27日、新連邦議会の初日473票の賛成、5票の反対、61票の不明、棄権で連邦議会副議長に再度選ばれた。

## 政治的特徴
文化政策広報担当としてカトリン・ゲーリング＝エッカルトは社会の文化的分断についての危険を特に警戒するように主張している。さらに芸術教育における公正な参入可能性を求めている。彼女の他の重点事項は家族、青少年、民主主義的関与と現代的フェミニズムに関することである。

## 家族と私的事項
カトリン・ゲーリング＝エッカルトは福音主義教会信徒である。1988年以来、彼女はミヒャエル・ゲーリング牧師と結婚しており、二人の息子がいる。エアフルト近郊のインガースレーベンに暮らしており、規則的に彼女はベルリンとテューリンゲンの間を往復している。

## その他の職名と後援団体
- ドイツ福音主義キルヘンターク(議長)
- 国際マルティン・ルター財団(理事)
- ベルリン福音主義アカデミー(顧問)
- 福音主義ヴィテンベルク財団(理事)
- 新約聖書本文研究支援ヘルマン文化財団(理事)
- 中部ドイツ福音主義教会学校財団(財団評議会員)

## 著書
- (mit anderen): Gott gibt die Fischstäbchen. Erfahrungen mit religiöser Erziehung. Wichern-Verlag 2004, 110 S. ISBN 3-88981-163-9
- Leichter gesagt als getan. Familien in Deutschland. Herder: Freiburg im Breisgau, Basel, Wien 2006, 191 S. ISBN 978-3-451-05768-7
- (als Hrsg.): Würdig leben bis zuletzt. Sterbehilfe, Hilfe beim Sterben, Sterbebegleitung. Eine Streitschrift. Gütersloher Verl.-Haus: Gütersloh 2007, 199 S. ISBN 978-3-579-06816-9
- Musik und Politik In: crescendo, 2007
- Unsere Wurzeln. Was bindet uns? In: 77 Wertsachen. Was gilt heute? Hrsg. von Peter Frey, Herder: Freiburg im Breisgau, Basel, Wien 2007, 221 S. ISBN 978-3-451-29564-5
- In konzentrischen Kreisen. Familie ist mehr als Mutter, Vater, Kind. In: Menschen von Nebenan. Wie sie leben, was sie glauben. Begleitbuch zur Sendereihe im Deutschlandfunk. Hrsg. von Petra Schulze, Evang. Verl.-Anst.: Leipzig 2008, 272 S. ISBN 3-374-02501-3
- (mit anderen): Damit ihr Hoffnung habt. Das Buch zum Ökumenischen Kirchentag 2010. Gütersloher Verlagshaus: Gütersloh 2009, 240 S. ISBN 3-579-08203-5
- (mit Eckhard Nagel): Aber die Liebe. Kreuz: Freiburg im Breisgau 2010, 180 S. ISBN 978-3-7831-3443-8
- (mit Ellen Ueberschär als Hrsg.): Den Glauben leben - die Erde lieben. Kreuz: Freiburg im Breisgau 2011, 97 S. ISBN 978-3-451-61022-6
- Katrin Göring-Eckardt (Hrsg.), Gerald Hagmann (Hrsg.): Predigten und Kanzelreden mit Herzen, Mund und Händen. Evang. Verl.-Anst.: Leipzig 2011, 127 S. ISBN 978-3-374-02907-5